# Joachim Björklund
Joachim Björklund (Växjö, 15 marzo 1971) è un allenatore di calcio ed ex calciatore svedese, di ruolo stopper, assistente allenatore dell'IFK Göteborg.

## Biografia
È figlio dell'ex calciatore e allenatore Kalle Björklund e padre dell'omonimo difensore Kalle Björklund nato nel 1999.

## Carriera

### Giocatore

#### Club

Joachim Bjorklund (terzo da sinistra) in -Fiorentina 1-0 del 10 settembre 1995.

Difensore centrale cresciuto nell'Östers con cui debutta nel calcio professionistico nel 1988 a 17 anni, milita per due stagioni nella squadra svedese (6 presenze in totale), prima di passare, nel 1990, ai norvegesi del Brann, con cui disputa 56 partite in tre stagioni nel campionato norvegese.
Ritornato in patria all'IFK Göteborg, disputa altre tre stagioni (36 presenze in totale in campionato), con altrettanti scudetti, partecipando alla UEFA Champions League 1993-1994, uscendo dopo il girone eliminatorio.
Acquistato dal L.R. Vicenza nell'estate del 1995, in biancorosso disputa una stagione con 33 presenze, ottenendo la salvezza.
Nel 1996 viene acquistato dai Rangers di Glasgow, con i quali vince, al suo debutto nella Scottish Premier, lo scudetto all'ultima giornata. Le due stagioni in Scozia (59 presenze per lui in campionato) gli valgono la conquista di uno scudetto (1997) e di una Coppa di Lega (1998).
Nel 1998 va in Spagna, nella Primera División, acquistato dal Valencia. In tre campionati la squadra valenciana, guidata da Héctor Cúper, sfiora a più riprese la vittoria in campionato e raggiunge per due anni consecutivi la finale di Champions League perdendo entrambe le volte, dapprima contro il Real Madrid (stagione 1999-2000) e poi contro il Bayern Monaco (stagione 2000-2001). L'avventura di Björklund in Spagna si conclude così con 57 presenze e un gol in campionato e la vittoria della Coppa del Re e della Supercoppa di Spagna nel 1999.
Ritornato in Italia, disputa la stagione 2001-2002 con la casacca del Venezia retrocedendo in Serie B.
Ormai trentenne, debutta in Premier League, venendo acquistato dal Sunderland. Nella prima stagione, a causa di un infortunio, gioca 12 partite; nel campionato seguente le apparizioni sono 20, e la squadra retrocede in First Division. Dopo ulteriori 25 presenze, la squadra ritorna in Premier League e raggiunge le semifinali di FA Cup. Trasferitosi al Wolverhampton Wanderers nel 2004, si ritira alla fine della stagione.

#### Nazionale
Ha giocato in Nazionale svedese dal 1991 al 2000. In totale sono 75 le sue presenze con la maglia della Nazionale, conquistando la medaglia di bronzo ai Mondiali del 1994, arrivando alle semifinali degli Europei 1992 (avendo anche partecipato agli Europei 2000) e partecipando all'edizione del 1992 dei Giochi olimpici di Barcellona.

### Allenatore
Il 28 gennaio 2018 viene nominato assistente allenatore dell'Hammarby, squadra che era in cerca di una figura nello staff tecnico dopo la promozione di Stefan Billborn a capo allenatore. Nella prima parte dell'Allsvenskan 2021 Billborn viene esonerato, e Björklund continua fino a fine anno a ricoprire il ruolo di assistente del nuovo tecnico Miloš Milojević.
Nel gennaio 2022 viene reso noto che Björklund avrebbe lasciato l'Hammarby per ricongiungersi a Stefan Billborn, il quale era stato appena nominato capo allenatore dei norvegesi del Sarpsborg 08. I due hanno ottenuto due ottavi posti rispettivamente nei massimi campionati norvegesi 2022 e 2023, poi il 23 giugno 2024 viene ufficializzata la separazione dal club, il quale in quel momento era penultimo durante la pausa estiva dell'Eliteserien 2024.
Quasi in contemporanea alla partenza dalla squadra norvegese, due soli giorni più tardi, Billborn e Björklund vengono nominati capo e assistente allenatore dell'IFK Göteborg che era quartultimo nell'Allsvenskan 2024 dopo dodici giornate.

## Statistiche

### Cronologia presenze e reti in nazionale
| Cronologia completa delle presenze e delle reti in nazionale ― Svezia | Cronologia completa delle presenze e delle reti in nazionale ― Svezia | Cronologia completa delle presenze e delle reti in nazionale ― Svezia | Cronologia completa delle presenze e delle reti in nazionale ― Svezia | Cronologia completa delle presenze e delle reti in nazionale ― Svezia | Cronologia completa delle presenze e delle reti in nazionale ― Svezia | Cronologia completa delle presenze e delle reti in nazionale ― Svezia | Cronologia completa delle presenze e delle reti in nazionale ― Svezia |
| Data                                                                  | Città                                                                 | In casa                                                               | Risultato                                                             | Ospiti                                                                | Competizione                                                          | Reti                                                                  | Note                                                                  |
| --------------------------------------------------------------------- | --------------------------------------------------------------------- | --------------------------------------------------------------------- | --------------------------------------------------------------------- | --------------------------------------------------------------------- | --------------------------------------------------------------------- | --------------------------------------------------------------------- | --------------------------------------------------------------------- |
| 26-1-1992                                                             | Sydney                                                                | Australia                                                             | 0 – 0                                                                 | Svezia                                                                | Amichevole                                                            | -                                                                     |                                                                       |
| 29-1-1992                                                             | Adelaide                                                              | Australia                                                             | 1 – 0                                                                 | Svezia                                                                | Amichevole                                                            | -                                                                     |                                                                       |
| 22-4-1992                                                             | Tunisi                                                                | Tunisia                                                               | 0 – 1                                                                 | Svezia                                                                | Amichevole                                                            | -                                                                     |                                                                       |
| 27-5-1992                                                             | Solna                                                                 | Svezia                                                                | 2 – 1                                                                 | Ungheria                                                              | Amichevole                                                            | -                                                                     |                                                                       |
| 10-6-1992                                                             | Solna                                                                 | Svezia                                                                | 1 – 1                                                                 | Francia                                                               | Euro 1992 - 1º turno                                                  | -                                                                     |                                                                       |
| 14-6-1992                                                             | Solna                                                                 | Svezia                                                                | 1 – 0                                                                 | Danimarca                                                             | Euro 1992 - 1º turno                                                  | -                                                                     |                                                                       |
| 17-6-1992                                                             | Solna                                                                 | Svezia                                                                | 2 – 1                                                                 | Inghilterra                                                           | Euro 1992 - 1º turno                                                  | -                                                                     | 70’                                                                   |
| 21-6-1992                                                             | Solna                                                                 | Svezia                                                                | 2 – 3                                                                 | Germania                                                              | Euro 1992 - Semifinale                                                | -                                                                     |                                                                       |
| 9-9-1992                                                              | Helsinki                                                              | Finlandia                                                             | 0 – 1                                                                 | Svezia                                                                | Qual. Mondiali 1994                                                   | -                                                                     |                                                                       |
| 7-10-1992                                                             | Solna                                                                 | Svezia                                                                | 2 – 0                                                                 | Bulgaria                                                              | Qual. Mondiali 1994                                                   | -                                                                     |                                                                       |
| 11-11-1992                                                            | Ramat Gan                                                             | Israele                                                               | 1 – 3                                                                 | Svezia                                                                | Qual. Mondiali 1994                                                   | -                                                                     |                                                                       |
| 15-4-1993                                                             | Budapest                                                              | Ungheria                                                              | 0 – 2                                                                 | Svezia                                                                | Amichevole                                                            | -                                                                     |                                                                       |
| 28-4-1993                                                             | Parigi                                                                | Francia                                                               | 2 – 1                                                                 | Svezia                                                                | Qual. Mondiali 1994                                                   | -                                                                     |                                                                       |
| 19-5-1993                                                             | Stoccolma                                                             | Svezia                                                                | 1 – 0                                                                 | Austria                                                               | Qual. Mondiali 1994                                                   | -                                                                     |                                                                       |
| 2-6-1993                                                              | Stoccolma                                                             | Svezia                                                                | 5 – 0                                                                 | Israele                                                               | Qual. Mondiali 1994                                                   | -                                                                     |                                                                       |
| 18-2-1994                                                             | Miami                                                                 | Colombia                                                              | 0 – 0                                                                 | Svezia                                                                | Joe Robbie Cup                                                        | -                                                                     | 83’                                                                   |
| 24-2-1994                                                             | Fresno                                                                | Messico                                                               | 2 – 1                                                                 | Svezia                                                                | Amichevole                                                            | -                                                                     |                                                                       |
| 20-4-1994                                                             | Wrexham                                                               | Galles                                                                | 0 – 2                                                                 | Svezia                                                                | Amichevole                                                            | -                                                                     |                                                                       |
| 5-5-1994                                                              | Solna                                                                 | Svezia                                                                | 3 – 1                                                                 | Nigeria                                                               | Amichevole                                                            | -                                                                     |                                                                       |
| 26-5-1994                                                             | Copenaghen                                                            | Danimarca                                                             | 1 – 0                                                                 | Svezia                                                                | Amichevole                                                            | -                                                                     | 46’                                                                   |
| 5-6-1994                                                              | Solna                                                                 | Svezia                                                                | 2 – 0                                                                 | Norvegia                                                              | Amichevole                                                            | -                                                                     |                                                                       |
| 12-6-1994                                                             | Mission Viejo                                                         | Romania                                                               | 1 – 1                                                                 | Svezia                                                                | Amichevole                                                            | -                                                                     | Ammonizione                                                           |
| 19-6-1994                                                             | Pasadena                                                              | Camerun                                                               | 2 – 2                                                                 | Svezia                                                                | Mondiali 1994 - 1º turno                                              | -                                                                     |                                                                       |
| 24-6-1994                                                             | Detroit                                                               | Svezia                                                                | 3 – 1                                                                 | Russia                                                                | Mondiali 1994 - 1º turno                                              | -                                                                     | 89’                                                                   |
| 3-7-1994                                                              | Dallas                                                                | Arabia Saudita                                                        | 1 – 3                                                                 | Svezia                                                                | Mondiali 1994 - Ottavi di finale                                      | -                                                                     | 55’                                                                   |
| 10-7-1994                                                             | Palo Alto                                                             | Romania                                                               | 2 – 2 dts (4 – 5 dtr)                                                 | Svezia                                                                | Mondiali 1994 - Quarti di finale                                      | -                                                                     | 84’                                                                   |
| 13-7-1994                                                             | Pasadena                                                              | Svezia                                                                | 0 – 1                                                                 | Brasile                                                               | Mondiali 1994 - Semifinale                                            | -                                                                     |                                                                       |
| 16-7-1994                                                             | Pasadena                                                              | Svezia                                                                | 4 – 0                                                                 | Bulgaria                                                              | Mondiali 1994 - Finale 3º posto                                       | -                                                                     |                                                                       |
| 17-8-1994                                                             | Stoccolma                                                             | Svezia                                                                | 4 – 2                                                                 | Lituania                                                              | Amichevole                                                            | -                                                                     |                                                                       |
| 7-9-1994                                                              | Reykjavík                                                             | Islanda                                                               | 0 – 1                                                                 | Svezia                                                                | Qual. Euro 1996                                                       | -                                                                     | 49’                                                                   |
| 12-10-1994                                                            | Berna                                                                 | Svizzera                                                              | 4 – 2                                                                 | Svezia                                                                | Qual. Euro 1996                                                       | -                                                                     |                                                                       |
| 16-11-1994                                                            | Stoccolma                                                             | Svezia                                                                | 2 – 0                                                                 | Ungheria                                                              | Qual. Euro 1996                                                       | -                                                                     |                                                                       |
| 29-3-1995                                                             | Ankara                                                                | Turchia                                                               | 2 – 1                                                                 | Svezia                                                                | Qual. Euro 1996                                                       | -                                                                     | 78’                                                                   |
| 4-6-1995                                                              | Birmingham                                                            | Brasile                                                               | 2 – 1                                                                 | Svezia                                                                | Amichevole                                                            | -                                                                     |                                                                       |
| 8-6-1995                                                              | Leeds                                                                 | Inghilterra                                                           | 3 – 3                                                                 | Svezia                                                                | Amichevole                                                            | -                                                                     |                                                                       |
| 10-6-1995                                                             | Nottingham                                                            | Giappone                                                              | 2 – 2                                                                 | Svezia                                                                | Amichevole                                                            | -                                                                     |                                                                       |
| 16-8-1995                                                             | Norrköping                                                            | Svezia                                                                | 1 – 0                                                                 | Stati Uniti                                                           | Amichevole                                                            | -                                                                     |                                                                       |
| 6-9-1995                                                              | Göteborg                                                              | Svezia                                                                | 0 – 0                                                                 | Svizzera                                                              | Qual. Euro 1996                                                       | -                                                                     | 9’                                                                    |
| 11-10-1995                                                            | Solna                                                                 | Svezia                                                                | 2 – 0                                                                 | Scozia                                                                | Amichevole                                                            | -                                                                     |                                                                       |
| 15-11-1995                                                            | Solna                                                                 | Svezia                                                                | 2 – 2                                                                 | Turchia                                                               | Qual. Euro 1996                                                       | -                                                                     |                                                                       |
| 24-4-1996                                                             | Belfast                                                               | Irlanda del Nord                                                      | 1 – 2                                                                 | Svezia                                                                | Amichevole                                                            | -                                                                     |                                                                       |
| 9-5-1996                                                              | Helsingborg                                                           | Svezia                                                                | 2 – 1                                                                 | Slovacchia                                                            | Amichevole                                                            | -                                                                     |                                                                       |
| 16-5-1996                                                             | Seul                                                                  | Corea del Sud                                                         | 0 – 2                                                                 | Svezia                                                                | Amichevole                                                            | -                                                                     |                                                                       |
| 1-6-1996                                                              | Solna                                                                 | Svezia                                                                | 5 – 1                                                                 | Bielorussia                                                           | Qual. Mondiali 1998                                                   | -                                                                     |                                                                       |
| 14-8-1996                                                             | Göteborg                                                              | Svezia                                                                | 0 – 1                                                                 | Danimarca                                                             | Amichevole                                                            | -                                                                     |                                                                       |
| 1-9-1996                                                              | Riga                                                                  | Lettonia                                                              | 1 – 2                                                                 | Svezia                                                                | Qual. Mondiali 1998                                                   | -                                                                     |                                                                       |
| 9-10-1996                                                             | Solna                                                                 | Svezia                                                                | 0 – 1                                                                 | Austria                                                               | Qual. Mondiali 1998                                                   | -                                                                     |                                                                       |
| 10-11-1996                                                            | Glasgow                                                               | Scozia                                                                | 1 – 0                                                                 | Svezia                                                                | Qual. Mondiali 1998                                                   | -                                                                     |                                                                       |
| 2-4-1997                                                              | Parigi                                                                | Francia                                                               | 1 – 0                                                                 | Svezia                                                                | Amichevole                                                            | -                                                                     |                                                                       |
| 30-4-1997                                                             | Göteborg                                                              | Svezia                                                                | 2 – 1                                                                 | Scozia                                                                | Qual. Mondiali 1998                                                   | -                                                                     | 20’                                                                   |
| 22-5-1997                                                             | Stoccolma                                                             | Svezia                                                                | 2 – 2                                                                 | Polonia                                                               | Amichevole                                                            | -                                                                     |                                                                       |
| 8-6-1997                                                              | Tallinn                                                               | Estonia                                                               | 2 – 3                                                                 | Svezia                                                                | Qual. Mondiali 1998                                                   | -                                                                     |                                                                       |
| 6-8-1997                                                              | Malmö                                                                 | Svezia                                                                | 1 – 0                                                                 | Lituania                                                              | Amichevole                                                            | -                                                                     |                                                                       |
| 20-8-1997                                                             | Minsk                                                                 | Bielorussia                                                           | 1 – 2                                                                 | Svezia                                                                | Qual. Mondiali 1998                                                   | -                                                                     |                                                                       |
| 6-9-1997                                                              | Vienna                                                                | Austria                                                               | 1 – 0                                                                 | Svezia                                                                | Qual. Mondiali 1998                                                   | -                                                                     |                                                                       |
| 10-9-1997                                                             | Stoccolma                                                             | Svezia                                                                | 1 – 0                                                                 | Lettonia                                                              | Qual. Mondiali 1998                                                   | -                                                                     | 57’                                                                   |
| 25-3-1998                                                             | Vigo                                                                  | Spagna                                                                | 4 – 0                                                                 | Svezia                                                                | Amichevole                                                            | -                                                                     |                                                                       |
| 22-4-1998                                                             | Solna                                                                 | Svezia                                                                | 0 – 0                                                                 | Francia                                                               | Amichevole                                                            | -                                                                     |                                                                       |
| 2-6-1998                                                              | Göteborg                                                              | Svezia                                                                | 1 – 0                                                                 | Italia                                                                | Amichevole                                                            | -                                                                     | 46’                                                                   |
| 19-8-1998                                                             | Örebro                                                                | Svezia                                                                | 1 – 0                                                                 | Russia                                                                | Amichevole                                                            | -                                                                     | 46’                                                                   |
| 5-9-1998                                                              | Solna                                                                 | Svezia                                                                | 2 – 1                                                                 | Inghilterra                                                           | Qual. Euro 2000                                                       | -                                                                     |                                                                       |
| 14-10-1998                                                            | Burgas                                                                | Bulgaria                                                              | 0 – 1                                                                 | Svezia                                                                | Qual. Euro 2000                                                       | -                                                                     |                                                                       |
| 10-2-1999                                                             | Tunisi                                                                | Tunisia                                                               | 0 – 1                                                                 | Svezia                                                                | Amichevole                                                            | -                                                                     |                                                                       |
| 27-3-1999                                                             | Göteborg                                                              | Svezia                                                                | 2 – 0                                                                 | Lussemburgo                                                           | Qual. Euro 2000                                                       | -                                                                     |                                                                       |
| 31-3-1999                                                             | Chorzów                                                               | Polonia                                                               | 0 – 1                                                                 | Svezia                                                                | Qual. Euro 2000                                                       | -                                                                     | 78’                                                                   |
| 28-4-1999                                                             | Dublino                                                               | Irlanda                                                               | 2 – 0                                                                 | Svezia                                                                | Amichevole                                                            | -                                                                     | 46’                                                                   |
| 5-6-1999                                                              | Londra                                                                | Inghilterra                                                           | 0 – 0                                                                 | Svezia                                                                | Qual. Euro 2000                                                       | -                                                                     |                                                                       |
| 4-9-1999                                                              | Solna                                                                 | Svezia                                                                | 1 – 0                                                                 | Bulgaria                                                              | Qual. Euro 2000                                                       | -                                                                     |                                                                       |
| 9-10-1999                                                             | Solna                                                                 | Svezia                                                                | 2 – 0                                                                 | Polonia                                                               | Qual. Euro 2000                                                       | -                                                                     |                                                                       |
| 23-2-2000                                                             | Palermo                                                               | Italia                                                                | 1 – 0                                                                 | Svezia                                                                | Amichevole                                                            | -                                                                     |                                                                       |
| 26-4-2000                                                             | Copenaghen                                                            | Danimarca                                                             | 0 – 1                                                                 | Svezia                                                                | Amichevole                                                            | -                                                                     |                                                                       |
| 3-6-2000                                                              | Göteborg                                                              | Svezia                                                                | 1 – 1                                                                 | Spagna                                                                | Amichevole                                                            | -                                                                     |                                                                       |
| 10-6-2000                                                             | Bruxelles                                                             | Belgio                                                                | 2 – 1                                                                 | Svezia                                                                | Euro 2000 - 1º turno                                                  | -                                                                     |                                                                       |
| 15-6-2000                                                             | Eindhoven                                                             | Svezia                                                                | 0 – 0                                                                 | Turchia                                                               | Euro 2000 - 1º turno                                                  | -                                                                     |                                                                       |
| 19-6-2000                                                             | Eindhoven                                                             | Italia                                                                | 2 – 1                                                                 | Svezia                                                                | Euro 2000 - 1º turno                                                  | -                                                                     |                                                                       |
| 2-9-2000                                                              | Baku                                                                  | Azerbaigian                                                           | 0 – 1                                                                 | Svezia                                                                | Qual. Mondiali 2002                                                   | -                                                                     |                                                                       |
| 7-10-2000                                                             | Göteborg                                                              | Svezia                                                                | 1 – 1                                                                 | Turchia                                                               | Qual. Mondiali 2002                                                   | -                                                                     |                                                                       |
| 11-10-2000                                                            | Bratislava                                                            | Slovacchia                                                            | 0 – 0                                                                 | Svezia                                                                | Qual. Mondiali 2002                                                   | -                                                                     |                                                                       |
| Totale                                                                |                                                                       | Presenze                                                              | 78                                                                    |                                                                       | Reti                                                                  | 0                                                                     |                                                                       |

| Cronologia completa delle presenze e delle reti in nazionale ― Svezia olimpica | Cronologia completa delle presenze e delle reti in nazionale ― Svezia olimpica | Cronologia completa delle presenze e delle reti in nazionale ― Svezia olimpica | Cronologia completa delle presenze e delle reti in nazionale ― Svezia olimpica | Cronologia completa delle presenze e delle reti in nazionale ― Svezia olimpica | Cronologia completa delle presenze e delle reti in nazionale ― Svezia olimpica | Cronologia completa delle presenze e delle reti in nazionale ― Svezia olimpica | Cronologia completa delle presenze e delle reti in nazionale ― Svezia olimpica |
| Data                                                                           | Città                                                                          | In casa                                                                        | Risultato                                                                      | Ospiti                                                                         | Competizione                                                                   | Reti                                                                           | Note                                                                           |
| ------------------------------------------------------------------------------ | ------------------------------------------------------------------------------ | ------------------------------------------------------------------------------ | ------------------------------------------------------------------------------ | ------------------------------------------------------------------------------ | ------------------------------------------------------------------------------ | ------------------------------------------------------------------------------ | ------------------------------------------------------------------------------ |
| 26-7-1992                                                                      | Barcellona                                                                     | Svezia olimpica                                                                | 0 – 0                                                                          | Paraguay olimpica                                                              | Olimpiadi 1992 - 1º turno                                                      | -                                                                              |                                                                                |
| 28-7-1992                                                                      | Sabadell                                                                       | Svezia olimpica                                                                | 4 – 0                                                                          | Marocco olimpica                                                               | Olimpiadi 1992 - 1º turno                                                      | -                                                                              |                                                                                |
| 30-7-1992                                                                      | Barcellona                                                                     | Svezia olimpica                                                                | 1 – 1                                                                          | Corea del Sud olimpica                                                         | Olimpiadi 1992 - 1º turno                                                      | -                                                                              |                                                                                |
| 2-8-1992                                                                       | Barcellona                                                                     | Svezia olimpica                                                                | 1 – 2                                                                          | Australia olimpica                                                             | Olimpiadi 1992 - Quarti di finale                                              | -                                                                              |                                                                                |
| Totale                                                                         |                                                                                | Presenze                                                                       | 4                                                                              |                                                                                | Reti                                                                           | 0                                                                              |                                                                                |

## Palmarès

### Club

#### Competizioni nazionali
- Campionato svedese: 2

IFK Göteborg: 1994, 1995
- Campionato scozzese: 1

Rangers: 1996-1997
- Coppa di Lega scozzese: 1

Rangers: 1996-1997
- Coppa di Spagna: 1

Valencia: 1998-1999
- Supercoppa di Spagna: 1

Valencia: 1999

#### Competizioni internazionali
- Coppa Intertoto UEFA: 1

Valencia: 1998